# Oradtjärnen (Älvdalens socken, Dalarna, 678777-138880)
Oradtjärnen är en sjö i Älvdalens kommun i Dalarna och ingår i Dalälvens huvudavrinningsområde.